# Aleko
Pour la voiture, voir Moskvitch (entreprise).

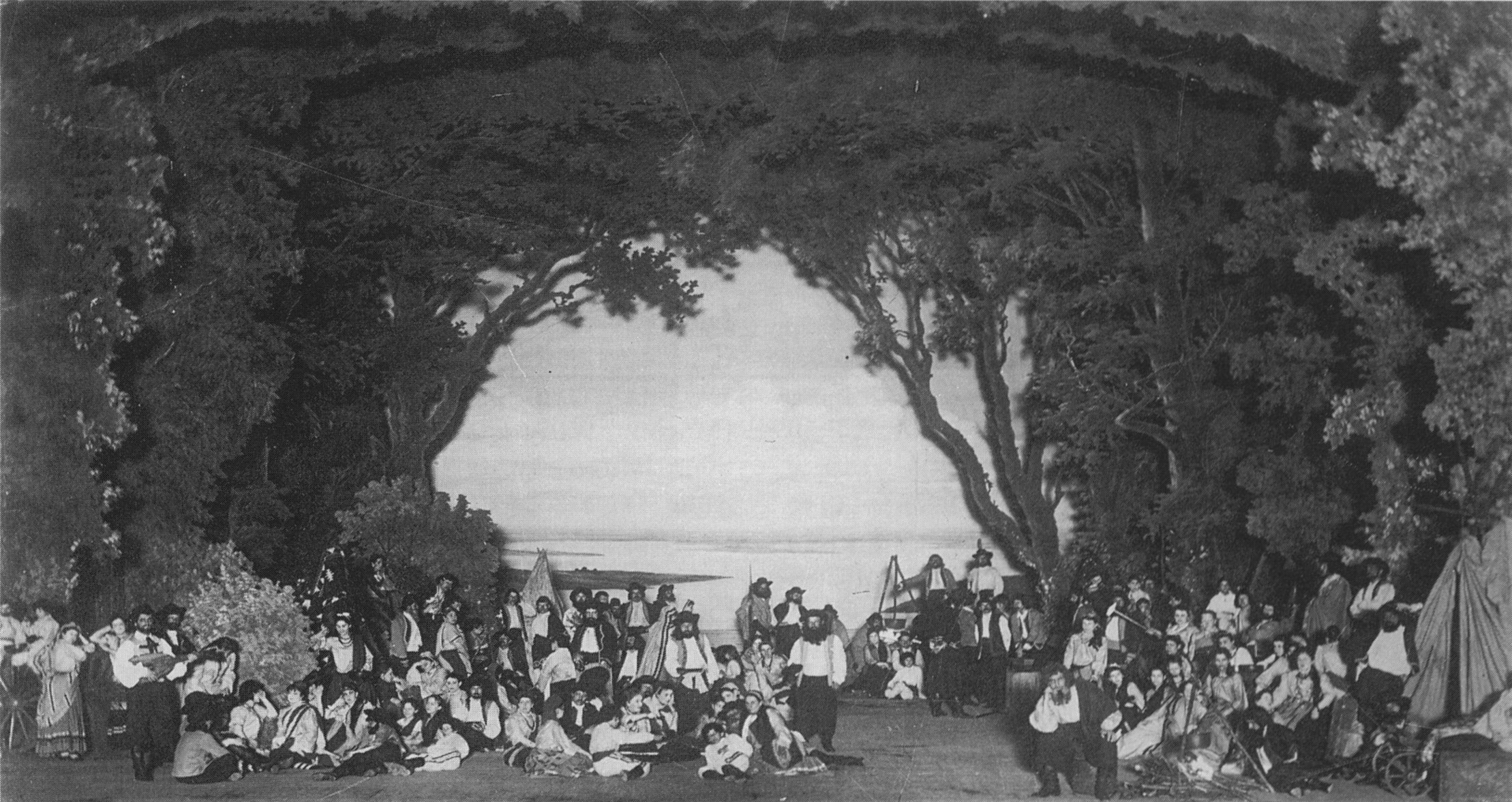
Première représentation dAleko en 1893.

Aleko (en russe : Алеко) est un opéra en un acte de Sergueï Rachmaninov, sur un livret de Vladimir Nemirovitch-Dantchenko d'après Les Tsyganes de Pouchkine (1824).
Composée en dix-sept jours comme épreuve de fin d'études au conservatoire de Moscou (1892) — Rachmaninov y gagna la grande médaille d'or du Conservatoire, qui n'avait été attribuée jusqu'alors qu'à deux étudiants, et les félicitations du jury — l'œuvre a été créée le 27 avril 1893, au théâtre Bolchoï de Moscou.

## Personnages principaux
- Zemfira (soprano) : crée par Mariya Deysha-Sionitskaya[2].
- Une Vieille Femme : mezzo-soprano
- Jeune gitan (ténor) : Lev Mikhailovich Klementiev
- Aleko (baryton-basse) : Bogomir Korsov
- Vieux gitan (basse) : Stepan Grigorievich Vlasov
- chœur

## Synopsis
Une bande de gitans a installé son campement sur la rive d’une rivière ; ils allument des feux de camp, préparent un repas et chantent la liberté de leur existence nomade. Un vieux gitan raconte une histoire. Il y a longtemps, il aimait Mariula qui l’a abandonné pour un autre homme, laissant derrière elle Zemfira, leur fille. Zemfira est maintenant adulte, a son propre enfant et vit avec Aleko, un Russe qui a abandonné la civilisation pour la vie gitane. En entendant cette histoire, Aleko est outré que le père de Zemfira ne se soit pas vengé de Mariula. Mais Zemfira n’est pas d’accord. Pour elle, comme pour sa mère, l’amour est libre, et elle-même en a déjà assez de la possessivité d’Aleko et aime maintenant un gitan plus jeune. Après une série de danses, les gitans s’installent pour dormir. Zemfira paraît avec son jeune amant, qu’elle embrasse passionnément avant de disparaître dans sa propre tente pour s’occuper de son enfant. Aleko entre et Zemfira le nargue. Seul, Aleko médite sur la catastrophe qu’est devenue sa relation avec Zemfira et sur l’échec de sa tentative de s’enfuir loin de tout. À l’aube, il surprend Zemfira et son amant. Dans un tourment de jalousie, il les tue tous les deux. Tous les gitans se rassemblent. Menés par le père de Zemfira, ils épargnent la vie d’Aleko mais le chassent pour toujours.